# Металлург (футбольный клуб, Бокситогорск)
«Металлург» — советский футбольный клуб из Бокситогорска. Основан не позднее 1954 года.
На уровне команд мастеров в первенстве СССР выступал в 1968 и 1969 годах — в классе «Б», являвшемся тогда третьим уровнем лиг. В 1968 году занял 3-е место в  зональном турнире класса «Б», в 1969 — 6-е. Является 4-кратный обладателем Кубка Ленинградской области.
В 1976 году на базе Пикалёвского глинозёмного комбината и Бокситогорского глинозёмного завода было создано Пикалёвское производственное глинозёмное объединение (ППГО «Глинозём»). Руководство объединения приняло решение о слиянии двух команд — «Металлург» Бокситогорск и «Металлург» Пикалёво. В конце 1989 года команда «Металлург» Бокситогорск была воссоздана. Выступала в областных соревнованиях до 2008 года включительно.
С 2015 года в чемпионате Ленинградской области выступала команда «Металлург-БМР» Бокситогорский район.